# Schulterdecker

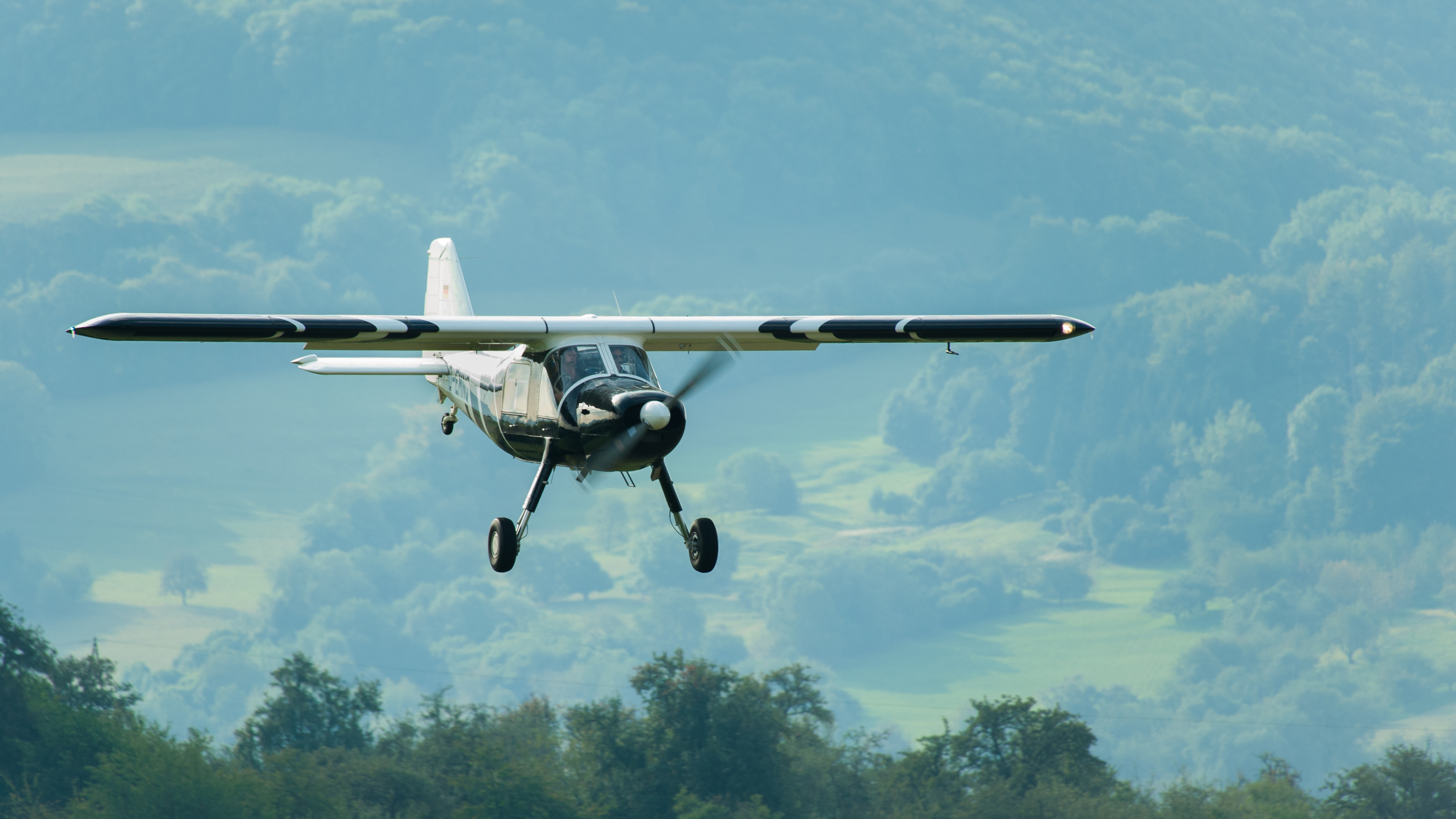
Schulterdecker – Dornier Do 27 B1

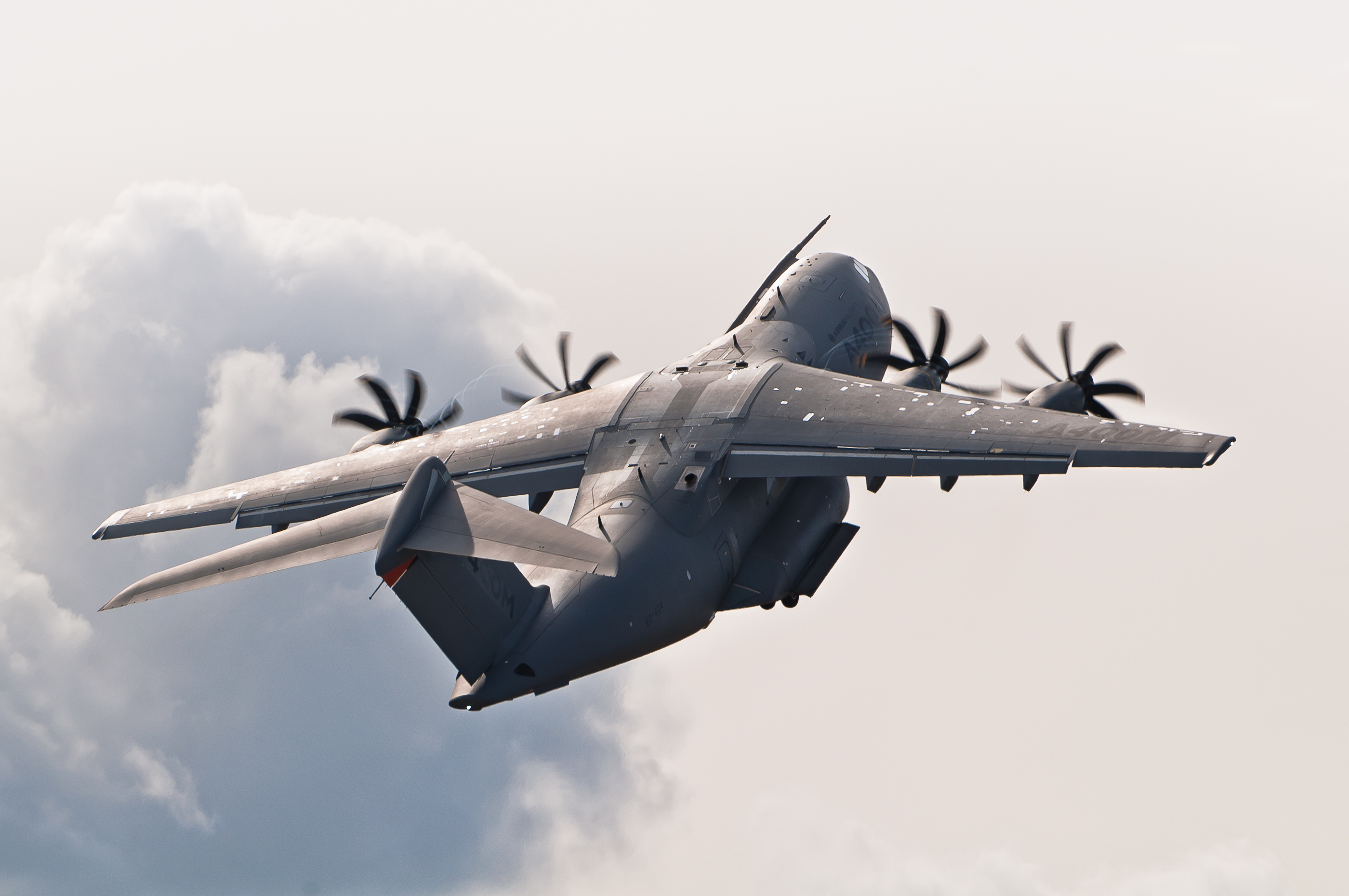
Schulterdecker – Airbus A400M Atlas

Schulterdecker bezeichnet ein Flugzeug mit Tragflächen, die bündig mit der Oberkante des Rumpfes angeordnet sind. Typische Vertreter dieser Bauart sind die Cessna 150/152, das vierstrahlige Schmalrumpfflugzeug BAe 146 sowie das Segelflugzeug Schleicher K 8, aber auch die Transall C-160, das ehemalige Transportflugzeug der Bundeswehr, und deren Nachfolger Airbus A400M. Des Weiteren zählen hierzu die meisten Modelle des O. K. Antonow, z. B. Antonow An-24, Antonow An-26, Antonow An-124 sowie das schwerste jemals gebaute Flugzeug überhaupt, die Antonow An-225. Auch die Consolidated B-24 „Liberator“, der meistgebaute US-amerikanische Flugzeugtyp im Zweiten Weltkrieg, war ein Schulterdecker.
Ein Vorteil der Schulterdeckerbauweise ist, dass der Flügelholm nicht durch den Rumpf geführt wird; ein anderer (vor allem bei kleinen, einmotorigen Flugzeugen) die gute Erdsicht aus dem Cockpit. Ein Nachteil (zumindest bei großen, mehrmotorigen Flugzeugen) ist eine aufwendigere Gestaltung des Fahrwerkes. Auch die eingeschränkte (obere) Rundumsicht kann bei einigen Flugzeugen ein Nachteil sein, weshalb z. B. Jagdflugzeuge in dieser Tragflächenanordnung sehr seltene Ausnahmen sind.
Bei Frachtflugzeugen für voluminöse Güter wird die Schulterdeckerbauweise bevorzugt, da sie den Frachtraum im Bereich der Tragflächen weniger einschränkt. Bei mehrmotorigen Propellerflugzeugen, z. B. Turbopropflugzeugen, ermöglicht sie, die Triebwerke höher anzuordnen, so dass die Propeller ausreichend Bodenfreiheit haben, ohne dass ein aufwendiges höheres Fahrwerk nur dazu benötigt wird, wie beim Tiefdecker, Rumpf und Tragflächen anzuheben. Der tiefliegende Rumpf ermöglicht bei Passagierflugzeugen die Verwendung bordeigener Treppen für den Zustieg bzw. bei Frachtflugzeugen einer Heckrampe zur Beladung.
Ein weiterer Vorteil von Schulterdeckern mit an den Tragflächen montierten Triebwerken ist die verbesserte Möglichkeit, unbefestigte Pisten zu nutzen: durch den größeren Abstand der Triebwerke zur Piste sinkt die Wahrscheinlichkeit von Beschädigungen oder zu starken Verschmutzungen durch aufgewirbelten Schmutz. Relevant ist dies zum Beispiel bei Militärtransportflugzeugen oder zivilen Versorgungsflügen zu abgelegenen Forschungsstationen oder Rohstoffminen.